# Jackson (hrabstwo Adams)
Jackson – miasto w Stanach Zjednoczonych, w stanie Wisconsin, w hrabstwie Adams.